# Reichsbruderrat
Der Reichsbruderrat war das leitende Gremium der Bekennenden Kirche in der Zeit des Nationalsozialismus. Jede Landeskirche (bzw. Kirchenprovinz der Kirche der Altpreußischen Union) entsandte einen Vertreter, der in den intakten Kirchen von der Landeskirchenleitung ernannt wurde, in den zerstörten Kirchen vom Landesbruderrat. Dieser baute auf entsprechenden Gremien bis hinunter zu den Bruderräten der Gemeinden auf.
Nach dem Ende des Zweiten Weltkriegs tagte das Gremium weiter als Bruderrat der EKD. Nach dem von der Dahlemer Synode ausgerufenen kirchlichen Notrecht war der Reichsbruderrat die legitime Kirchenleitung der Deutschen Evangelischen Kirche (DEK) und gab diese Leitungsfunktion 1948 an den Rat der EKD ab.